# Plaza Mayor de Madrid

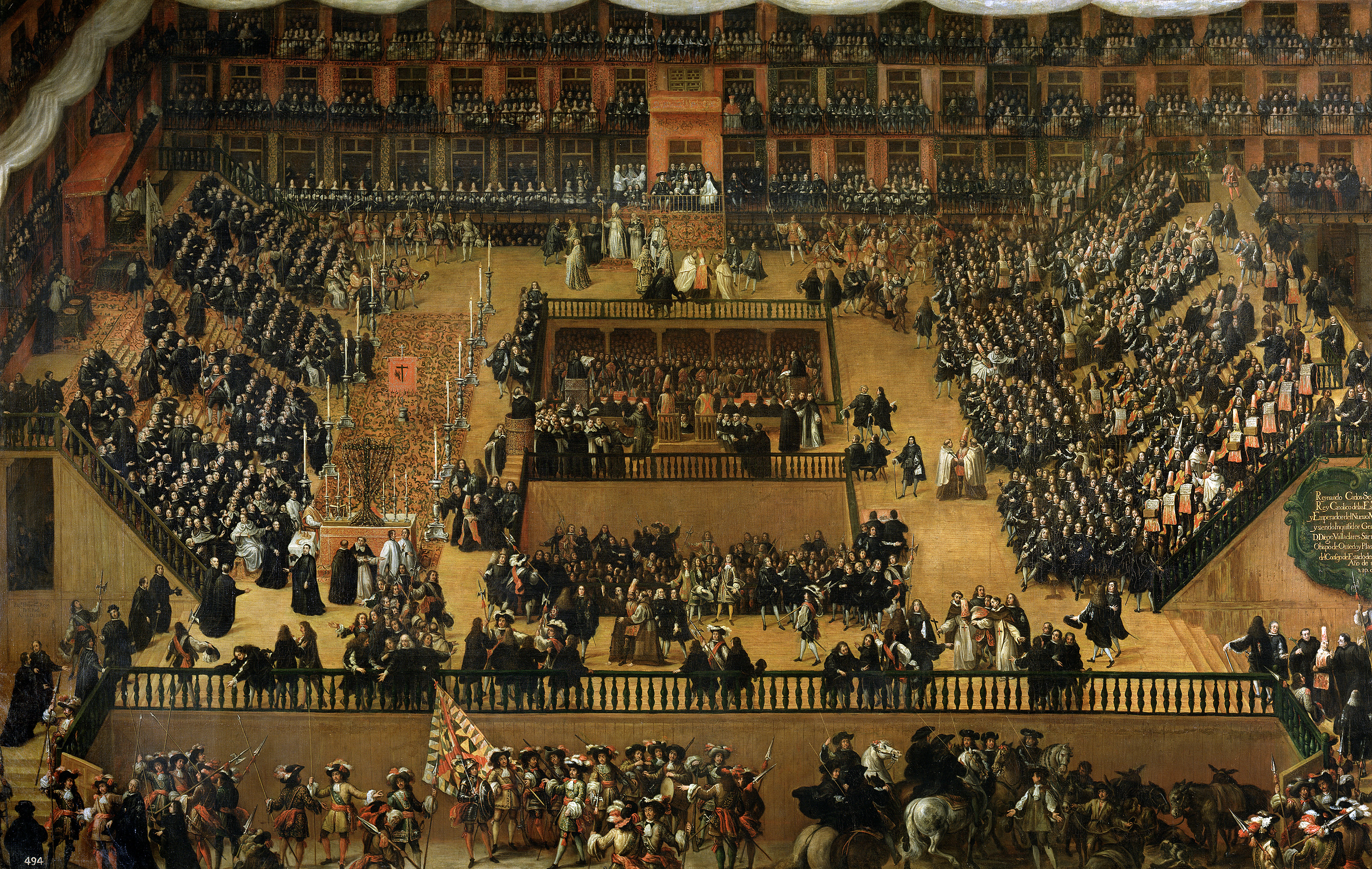
Autodafé sur la Plaza Mayor de Madrid, Francisco Ricci, (1683)

La Plaza Mayor (en français, équivalent de « grand-place ») est une place de la ville de Madrid, en Espagne.

## Situation
Située dans l'arrondissement du Centre et dans le quartier de Sol, à proximité de la Puerta del Sol, la place se présente sous la forme d'un rectangle de 129 mètres sur 94. Entièrement piétonne, elle est accessible par neuf entrées dont plusieurs la relient à la calle Mayor, au nord.

## Histoire
Les origines de la place remontent au XVIe siècle, époque à laquelle elle constitue une des limites de la ville. Nommée place du Faubourg (en espagnol "Plaza del Airrabal"), elle abrite alors le principal marché municipal et subit de premières transformations qui visent à la doter d'une halle (lonja). 
En 1580, le roi Philippe II charge l'architecte Juan de Herrera de dessiner des plans pour la réaménager. Les travaux débutent dès 1590 avec l'édification de la maison de la boulangerie (Casa de la Panadería), conçue par Diego Sillero pour remplacer l'ancienne halle. En 1617, Philippe III (Felipe III) charge Juan Gómez de Mora de poursuivre le projet qui est achevé deux ans plus tard.
Entre 1631 et 1790, la place est ravagée par trois incendies qui imposent à chaque fois sa reconstruction. La dernière d'entre elles est l'œuvre de Juan de Villanueva, poursuivie à sa mort par les architectes Aguado et Moreno. Ce n'est qu'à l'achèvement du projet, en 1854, que la place prend son visage actuel, notamment marqué par des édifices moins élevés (trois étages au lieu de cinq) et une série d'arcades.
En 1848, la statue équestre de Philippe III, réalisée par Jean de Bologne et Pietro Tacca au début du XVIIe siècle, est placée au centre.

## Dénomination
Le nom de la place a changé plusieurs fois au cours du temps. Initialement connue sous le nom de place du Faubourg, elle prend ensuite celui de Plaza Mayor. En 1812, sur décret, les places les plus importantes d'Espagne sont toutes renommées place de la Constitution en l'honneur de la nouvelle constitution. La place porte donc ce nom jusqu'à la restauration de Ferdinand VII en 1814, date à laquelle elle devient place Royale, avant de redevenir place de la Constitution à trois reprises (1820-1823, 1833-1835 et 1840-1843).
Rebaptisée place de la République en 1873, puis de nouveau place de la Constitution après la Restauration, elle conserve ce dernier nom jusqu'au début de la dictature de Primo de Rivera. La proclamation de la Seconde République provoque un nouveau changement en faveur de place de la Constitution mais, à la fin de la guerre d'Espagne elle reprend le nom que nous lui connaissons aujourd'hui.

## Monuments

### Façades
Délimitée par un ensemble d'arcades en granite, la place est ceinte de bâtiments d'habitation comportant trois étages et 237 balcons. Sous les arcades, des galeries abritent un ensemble de commerces traditionnels, spécialisés par exemple dans la philatélie ou la numismatique.

### Maison de la Boulangerie
D'abord siège de l'administration royale des poids et mesures, elle abrite de 1745 à 1774 l'Académie royale des beaux-arts Saint-Ferdinand, puis jusqu'en 1871 l'Académie royale d'Histoire. Depuis lors, elle accueille divers services municipaux.
Après le deuxième incendie subi par la place, en 1672, la maison de la Boulangerie est redécorée et ornée de fresques conçues par Claudio Coello et José Jiménez Donoso. En 1988, la municipalité organise un concours en vue de modifier ces fresques. Des figures mythologiques (Cybèle, Proserpine, Bacchus, Cupidon, etc.) et imaginaires sont alors réalisées.

### Maison de la Boucherie
Située sur le côté sud, elle est originellement construite à une date inconnue. Après l'incendie de 1631, elle est rebâtie sur le modèle de la maison de la Boulangerie. Elle doit son nom au fait qu'elle servait d'abord de magasin général pour la viande.

### Statue de Philippe III
La statue est achevée en 1616, c'est un cadeau du grand-duc de Toscane Cosme II ; à l'époque, elle est installée à la Casa de Campo, puis a été transférée ici en 1848.

### Arc des Couteliers
Situé à l'angle sud-ouest, il est l'œuvre de Juan de Villanueva, qui le conçoit avec une importante différence de niveau afin de le relier aux abords de la place. Il doit son nom à l'ancienne rue des Couteliers, corporation qui fournissait les bouchers du marché de la place. En contrebas de l'escalier se trouvent de nombreux restaurants typiques dont le Sobrino de Botín, fondé en 1725 et inscrit à ce titre au Livre Guinness des records en tant que plus ancien restaurant au monde encore en activité dans son local d'origine.

## Usages
La place est l'un des centres les plus actifs de Madrid au XVIIe siècle. Des spectacles en tous genres s'y tiennent tels que corridas, procès de l'Inquisition, bûchers, etc. La foule assiste à ces actes publics depuis les balcons qui la surplombent.
De nos jours, c'est un site incontournable du tourisme madrilène et l'un des emblèmes de la capitale. L'été et les fêtes de fin d'année constituent ses périodes les plus animées.

## La "Plaza Mayor" en pleine journée

La Plaza Mayor.